# Hardisty
Hardisty är en ort i Kanada.   Den ligger i provinsen Alberta, i den centrala delen av landet, 2 700 km väster om huvudstaden Ottawa. Hardisty ligger 614 meter över havet och antalet invånare är 639.
Terrängen runt Hardisty är huvudsakligen platt. Hardisty ligger nere i en dal. Trakten runt Hardisty är nära nog obefolkad, med mindre än två invånare per kvadratkilometer.. Hardisty är det största samhället i trakten. 
Trakten runt Hardisty består till största delen av jordbruksmark.